# Évolution spéculative

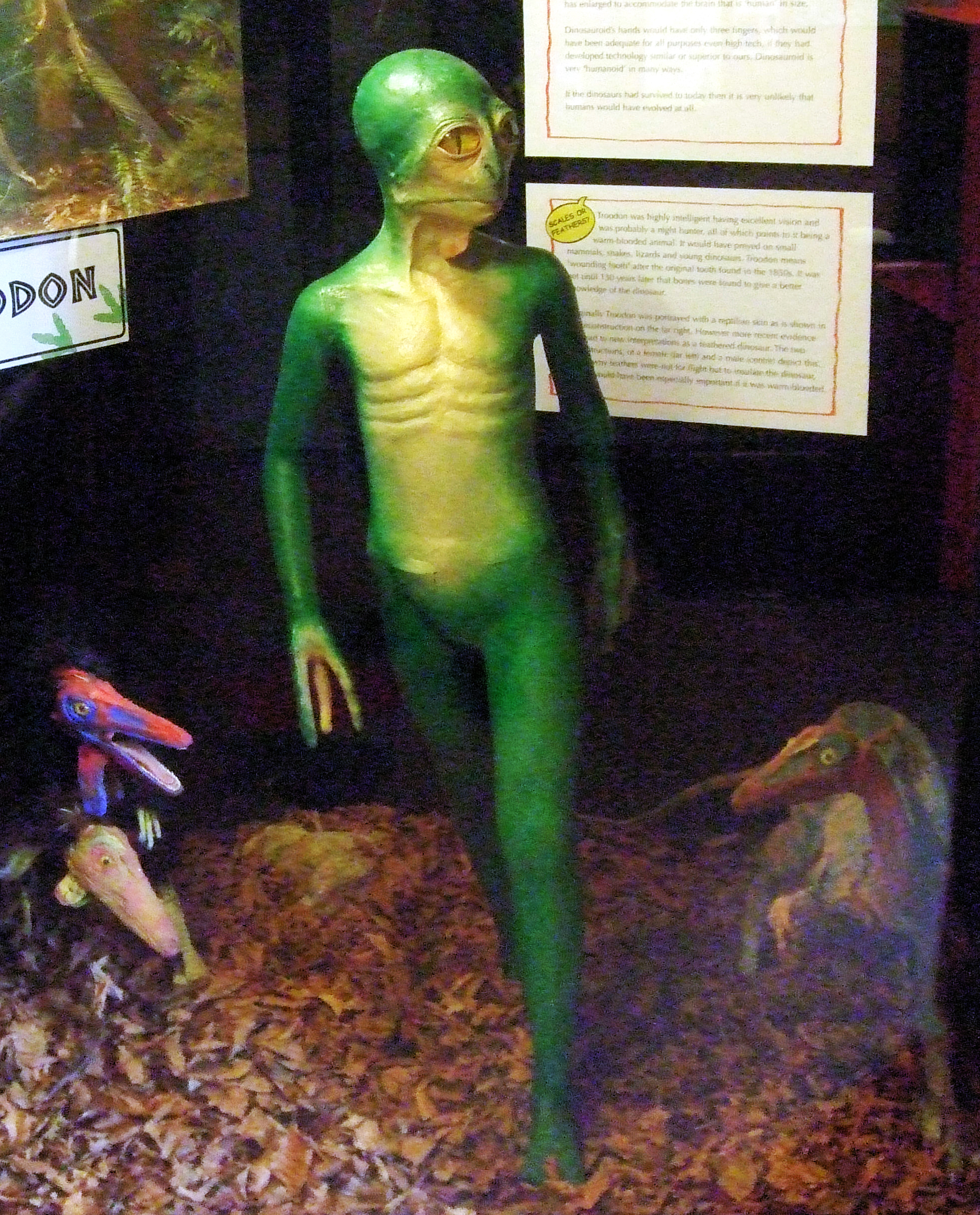
Un modèle de dinosauroïde hypothétique

L'Évolution spéculative est un sous-genre de science-fiction et un mouvement artistique axé sur des scénarios hypothétiques dans l'évolution de la vie, et une forme importante de biologie fictionnelle. Elle est également connue sous le nom de biologie spéculative et elle est appelée zoologie spéculative en ce qui concerne les animaux hypothétiques. Les œuvres intégrant l'évolution spéculative peuvent avoir des espèces entièrement conceptuelles qui évoluent sur une planète autre que la Terre, ou elles peuvent être une uchronie axée sur une évolution alternative de la vie terrestre. L'évolution spéculative est souvent considérée comme de la hard science-fiction en raison de son lien fort et de sa base scientifique, en particulier la biologie.
L'évolution spéculative est un trope de longue date au sein de la science-fiction, souvent reconnue comme ayant commencé en tant que telle avec le roman de 1895 de H. G. Wells, La Machine à explorer le temps, qui présente plusieurs créatures imaginaires du futur. Bien que les faunes spéculatives à petite échelle soient une caractéristique de la science-fiction tout au long du XXe siècle, les idées sont rarement bien développées, à quelques exceptions près comme la Planetary series de Stanley Weinbaum, Barsoom d'Edgar Rice Burroughs, une interprétation fictive de Mars et de son écosystème publiée à travers des romans de 1912 à 1941, et Rhinogradentia de Gerolf Steiner, un ordre fictif de mammifères créé en 1957.
Le mouvement moderne de l'évolution spéculative commence généralement avec la publication du livre de Dougal Dixon en 1981, Après l'homme, les animaux du futur, qui explore une Terre future pleinement réalisée avec un écosystème complet de plus d'une centaine d'animaux hypothétiques[citation nécessaire]. Le succès dAprès l'homme engendre plusieurs « suites » par Dixon, axées sur différents scénarios alternatifs et futurs. L'œuvre de Dixon, comme la plupart des œuvres similaires qui suivent, est créée avec de véritables principes biologiques à l'esprit et vise à explorer de véritables processus de vie, tels que l'évolution et le changement climatique, grâce à l'utilisation d'exemples fictifs.
L'utilisation possible de l'évolution spéculative comme outil éducatif et scientifique est notée et discutée au cours des décennies suivant la publication dAprès l'homme. L'évolution spéculative peut être utile pour explorer et présenter les schémas présents dans le présent et dans le passé. En extrapolant les tendances passées dans le futur, les scientifiques peuvent rechercher et prédire les scénarios les plus probables de la façon dont certains organismes et lignées pourraient réagir aux changements écologiques. Dans certains cas, des attributs et des créatures imaginés pour la première fois dans l'évolution spéculative sont découverts depuis. Un anomalocarid est illustré par l'artiste John Meszaros dans le livre de 2013 All Your Yesterdays de John Conway, C. M. Kosemen et Darren Naish. L'année suivant la publication, une étude taxonomique prouve l'existence de l'anomalocarid Tamisiocaris.

## Histoire

### Premières œuvres

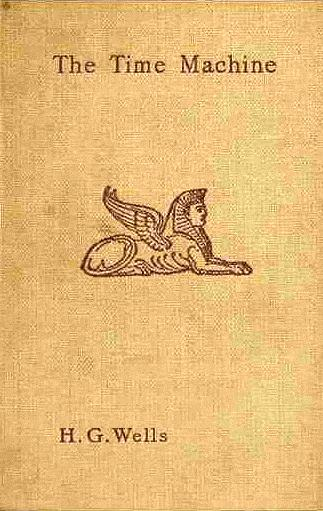
La Machine à explorer le temps (1895) de H. G. Wells est considéré par certains comme un exemple précoce d'évolution spéculative et est cité comme une inspiration par les créateurs ultérieurs dans le domaine,,.

Les explorations de mondes hypothétiques présentant des formes de vie futures, alternatives ou extraterrestres sont un trope de longue date dans la science-fiction. L'une des premières œuvres habituellement reconnues comme représentant l'évolution spéculative est le roman de science-fiction de H. G. Wells, La Machine à explorer le temps, publié en 1895,,. La Machine à explorer le temps, qui se déroule sur plus de 800 000 ans dans le futur, présente des descendants post-humains sous la forme des beaux mais faibles Eloi et des brutaux Morlocks. Plus loin dans le futur, le protagoniste du livre trouve de grands monstres-crabes et d'énormes papillons. Les auteurs de science-fiction qui écrivent après Wells utilisent souvent des créatures fictives dans la même veine, mais la plupart de ces faunes imaginaires sont petites et peu développées.

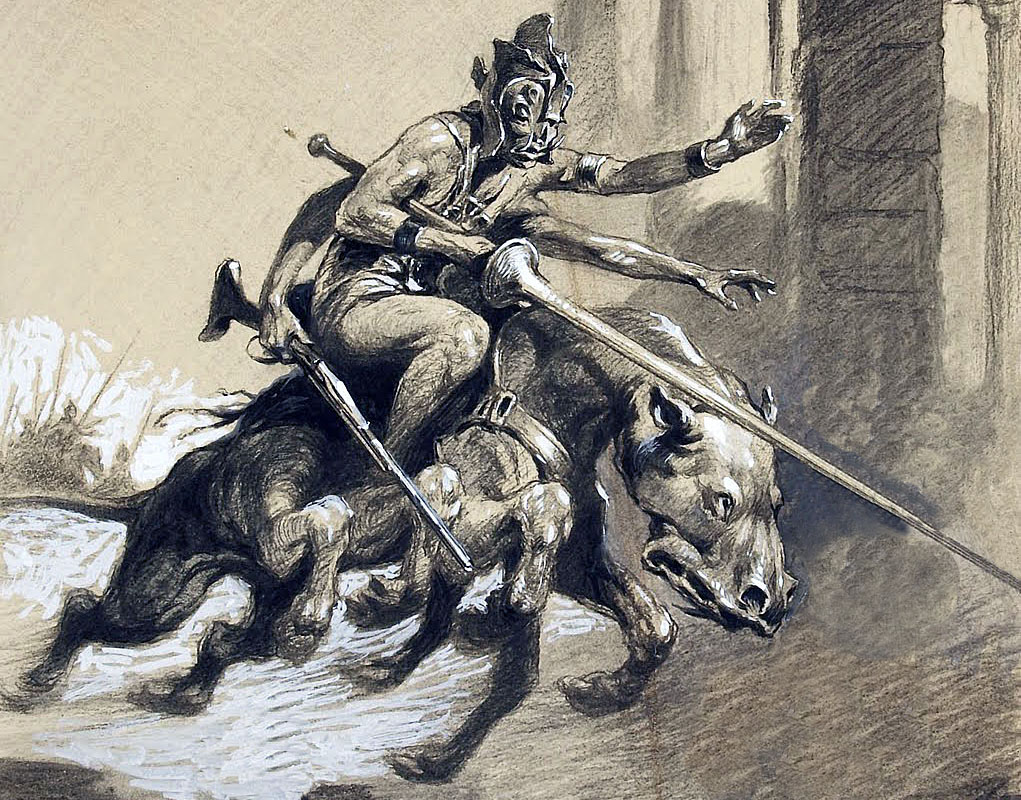
Un « Martien vert » à quatre bras chevauchant un « thoat » de Barsoom d'Edgar Rice Burroughs, une version fictive de la planète Mars. Illustration de James Allen St. John (1920).

Edgar Rice Burroughs, qui écrit au début du XXe siècle, peut comme Wells être considéré comme un auteur précoce d'évolution spéculative. Bien que ses écosystèmes fictifs soient encore relativement petits, ils sont le cadre de nombreux de ses romans et, en tant que tels, assez bien développés. En particulier, Barsoom de Burroughs, une version fictive de la planète Mars qui apparaît dans dix romans publiés de 1912 à 1941, présente un écosystème martien avec une variété de créatures extraterrestres et plusieurs cultures martiennes et groupes ethniques distincts. La Planetary series de Stanley Weinbaum inclut également une vie extraterrestre considérablement conceptualisée et développée,. Frederik Pohl écrit qu'avant Weinbaum, les extraterrestres de science-fiction « pourraient être des hommes-chats, des hommes-lézards, des hommes-fourmis, des hommes-plantes ou des hommes-roches ; mais ils sont, toujours et incurablement, des hommes. Weinbaum change cela. ... c'est la différence d'orientation – dans les pulsions, les objectifs et les processus de pensée – qui rend l'extraterrestre de type Weinbaum si frais et gratifiant dans la science-fiction au milieu des années trente ».

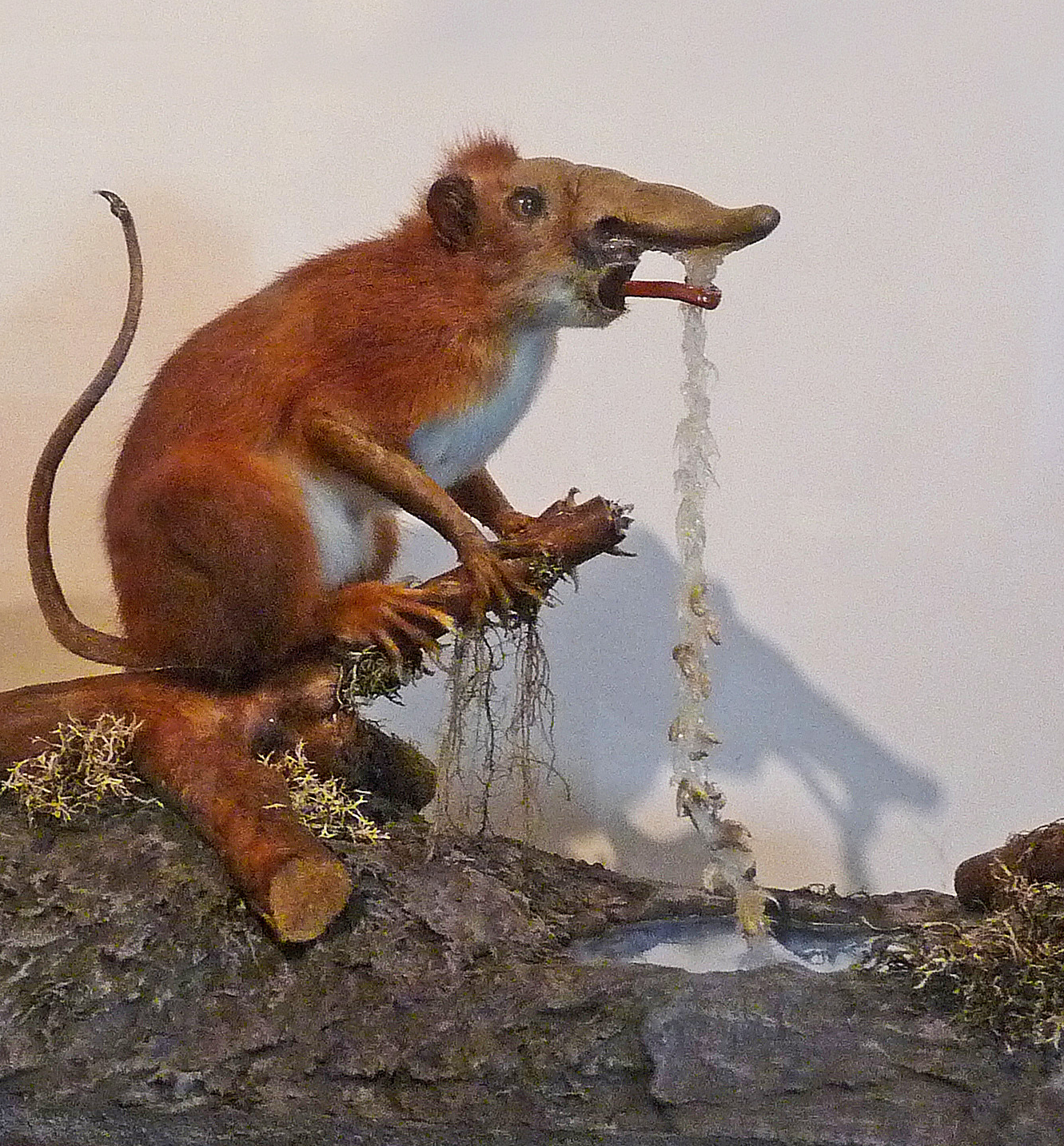
Une taxidermie factice d'un rhinograde, utilisant son nasorium pour attraper des poissons. Les rhinogrades, créés par Gerolf Steiner en 1957, sont l'un des premiers exemples concrets de zoologie spéculative.

Olaf Stapledon publie en 1930 une « future history », Last and First Men, décrivant l'histoire de l'humanité du présent à nos jours, sur deux milliards d'années et dix-huit espèces humaines, dont Homo sapiens est la première. Outre l'évolution conventionnelle axée sur l'environnement – au cours de laquelle des ramifications de l'humanité connaissent à la fois une élévation et la perte totale de la sensibilité – le livre anticipe la science du génie génétique, et est un exemple précoce de l'idée fictive d'esprit de groupe. Publié en 1957, le livre du zoologiste allemand Gerolf Steiner, Bau und Leben der Rhinogradentia (traduit en anglais par The Snouters: The Form and Life of the Rhinogrades) décrit l'évolution fictive, la biologie et le comportement d'un ordre imaginaire de mammifères, les Rhinogradentia ou « rhinogrades ». Les rhinogrades se caractérisent par une caractéristique semblable à un nez appelée « nasorium », dont la forme et la fonction varient considérablement d'une espèce à l'autre, à l'instar des pinsons de Darwin et de leur spécialisation du bec. Ce groupe diversifié d'animaux fictifs habite une série d'îles dans lesquelles ils évoluent progressivement, rayonnant dans la plupart des niches écologiques. Des articles satiriques sont publiés en continuant le monde imaginaire de Steiner. Bien que l'œuvre présente un écosystème spéculatif entier, son impact est éclipsé par les œuvres ultérieures en raison de sa portée limitée, n'explorant que la vie d'un archipel insulaire.
En 1976, l'auteur et illustrateur italien Leo Lionni publie Botanique parallèle, un « guide de terrain des plantes imaginaires », présenté avec des mentions de style académique de personnes et de lieux authentiques. Botanique parallèle est comparé au livre de 1972 Les Villes invisibles d'Italo Calvino, dans lequel Marco Polo, dans un dialogue avec Kubilai Khan, décrit 55 villes, qui, comme les plantes « parallèles » de Lionni, ne sont « réelles que dans la mesure où l'esprit est capable de les conceptualiser ».

### Mouvement

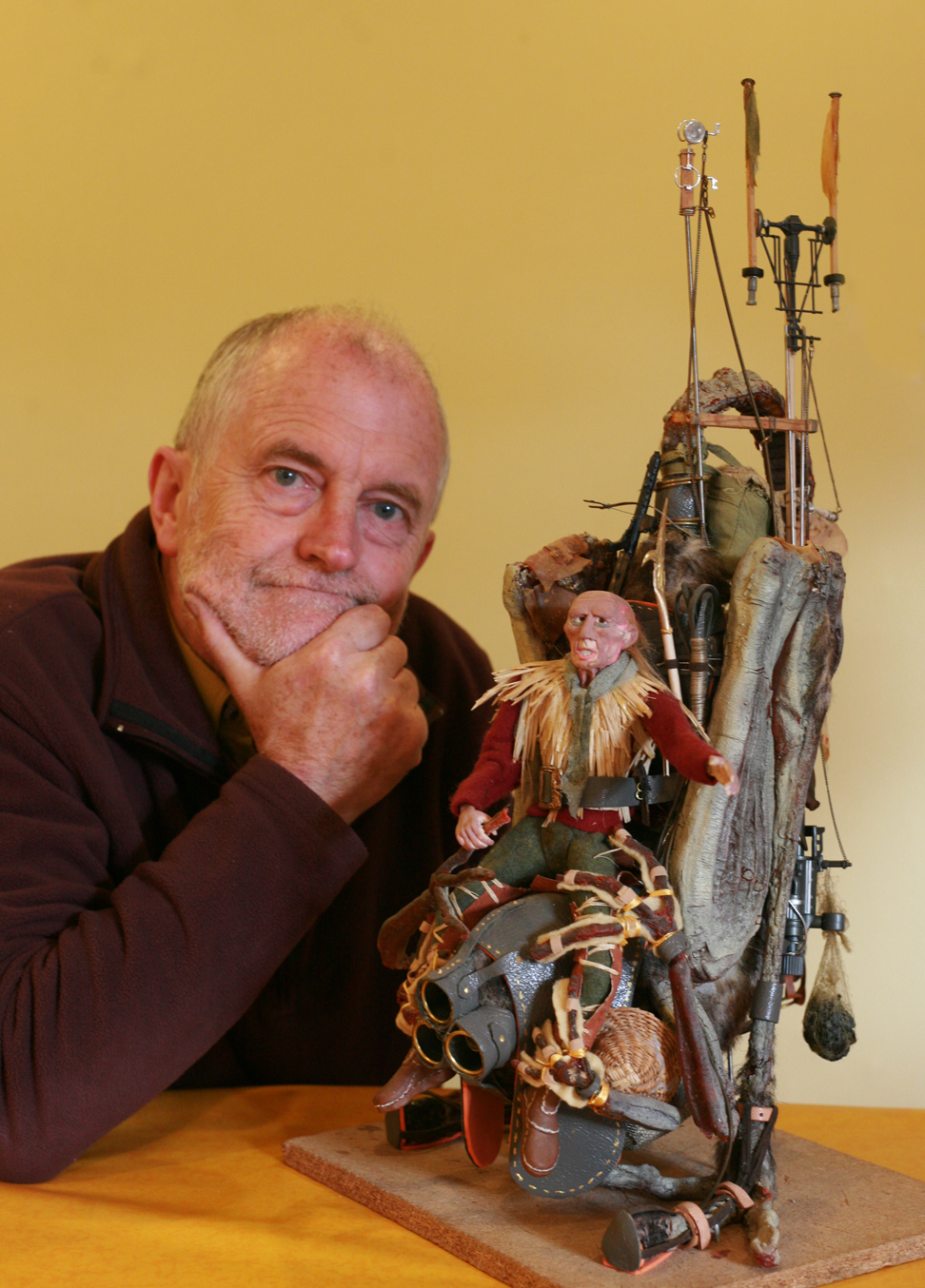
L'auteur Dougal Dixon avec un modèle d'un « Strida », l'une des créatures présentées dans son livre de 2010 Greenworld.

L'une des œuvres « fondatrices » importantes de l'évolution spéculative est Après l'homme, les animaux du futur de Dougal Dixon, publié en 1981. À ce jour, Après l'homme est reconnu comme le premier projet d'évolution spéculative à très grande échelle impliquant un monde entier et un vaste éventail d'espèces. Sa signification est renforcée par le fait que le livre est rendu très accessible en étant publié par des éditeurs grand public et en étant entièrement illustré d'images en couleur. En tant que tel, Après l'homme est souvent considéré comme ayant fermement établi l'idée de créer des mondes spéculatifs entiers. Au cours des décennies suivant la publication dAprès l'homme, Dixon reste l'un des seuls auteurs d'évolution spéculative, publiant deux autres livres dans la même veine quAprès l'homme ; Les Nouveaux Dinosaures en 1988 et L'Homme après l'homme en 1990. Dixon cite La Machine à explorer le temps comme sa principale inspiration, ignorant l'œuvre de Steiner, et conçoit Après l'homme comme un livre de vulgarisation sur les processus de l'évolution qui, au lieu d'utiliser le passé pour raconter l'histoire, projette les processus dans le futur. Une idée centrale dAprès l'homme, outre une vague d'extinction suivant les humains, est l'évolution convergente, car les nouvelles espèces présentent une ressemblance étroite avec leurs prédécesseurs non apparentés.
Lors de la conception des différents animaux du livre, Dixon examine les différents types de biomes sur la planète et les adaptations que les animaux qui y vivent ont, en concevant de nouveaux animaux descendants de ceux d'aujourd'hui avec le même ensemble d'adaptations,. Le succès dAprès l'homme inspire Dixon à continuer d'écrire des livres qui expliquent des processus scientifiques factuels à travers des exemples fictifs. Les Nouveaux Dinosaures est essentiellement un livre sur la zoogéographie, quelque chose que le grand public ne connaît pas, utilisant un monde dans lequel les dinosaures non-aviens ne disparaissent pas. L'Homme après l'homme explore le changement climatique au cours des prochains millions d'années en présentant ses effets à travers les yeux de futurs descendants humains.
Aujourd'hui, de nombreux artistes et écrivains travaillent sur des projets d'évolution spéculative en ligne, souvent dans la même veine que les œuvres de Dixon. L'évolution spéculative continue d'avoir une présence quelque peu grand public à travers des films et des émissions de télévision présentant des créatures hypothétiques et imaginaires, telles que Le futur sera sauvage (2002), Nick Cutter et les Portes du temps (2007–2011), Avatar (2009), Terra Nova (2011), et Alien Worlds (2020). L'explosion moderne de l'évolution spéculative est qualifiée par le paléontologue britannique Darren Naish de « mouvement de zoologie spéculative ».

## En tant qu'outil éducatif et scientifique

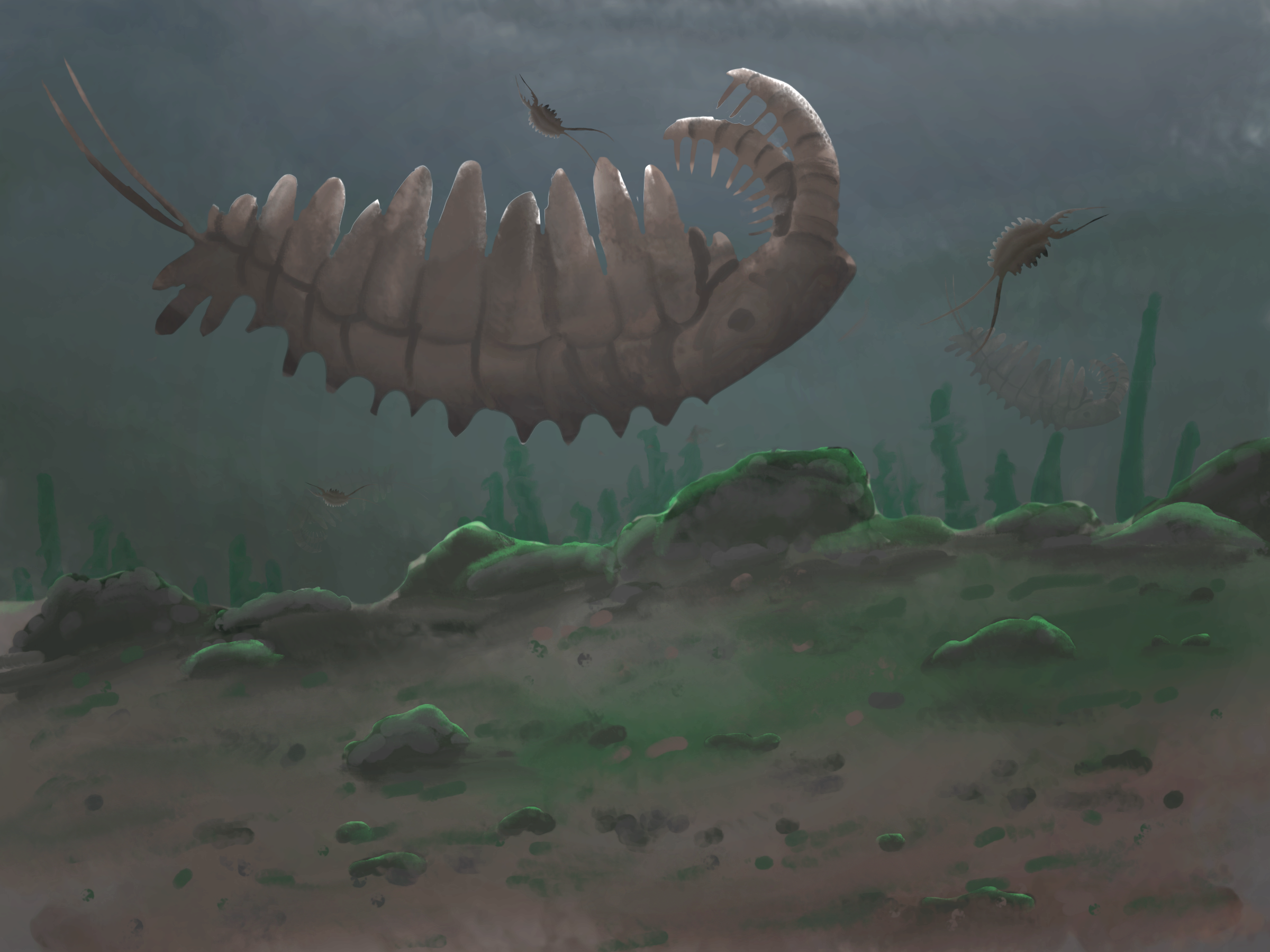
Reconstitution de Tamisiocaris (en haut), un anomalocarid du Cambrien qui est découvert comme ayant été un filtreur en 2014. Un anomalocarid filtreur hypothétique est présenté dans le livre All Your Yesterdays (2013).

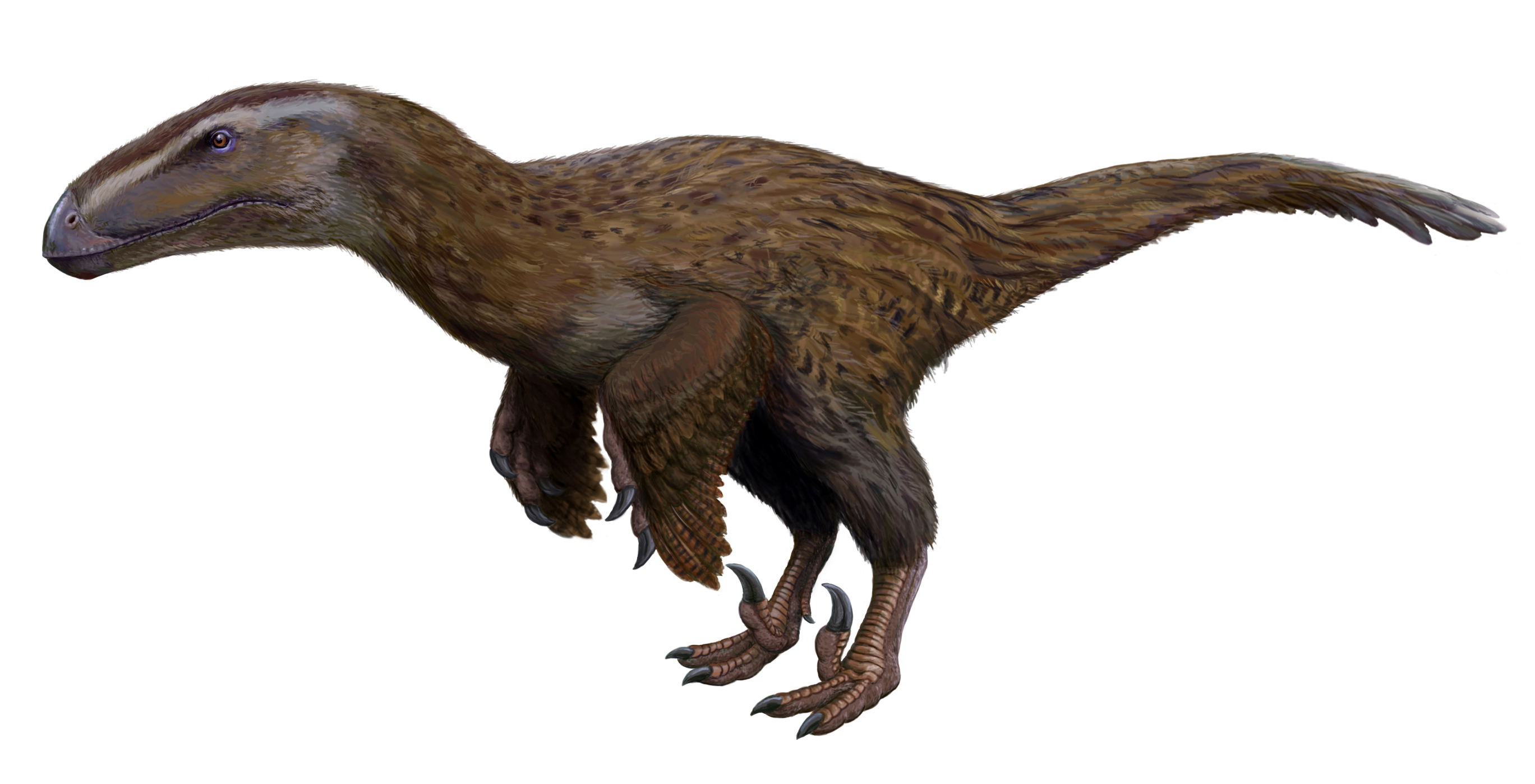
Restauration hypothétique de Dromaeosauroides bornholmensis, qui est connu à partir de deux dents. Son apparence est déduite de genres apparentés.

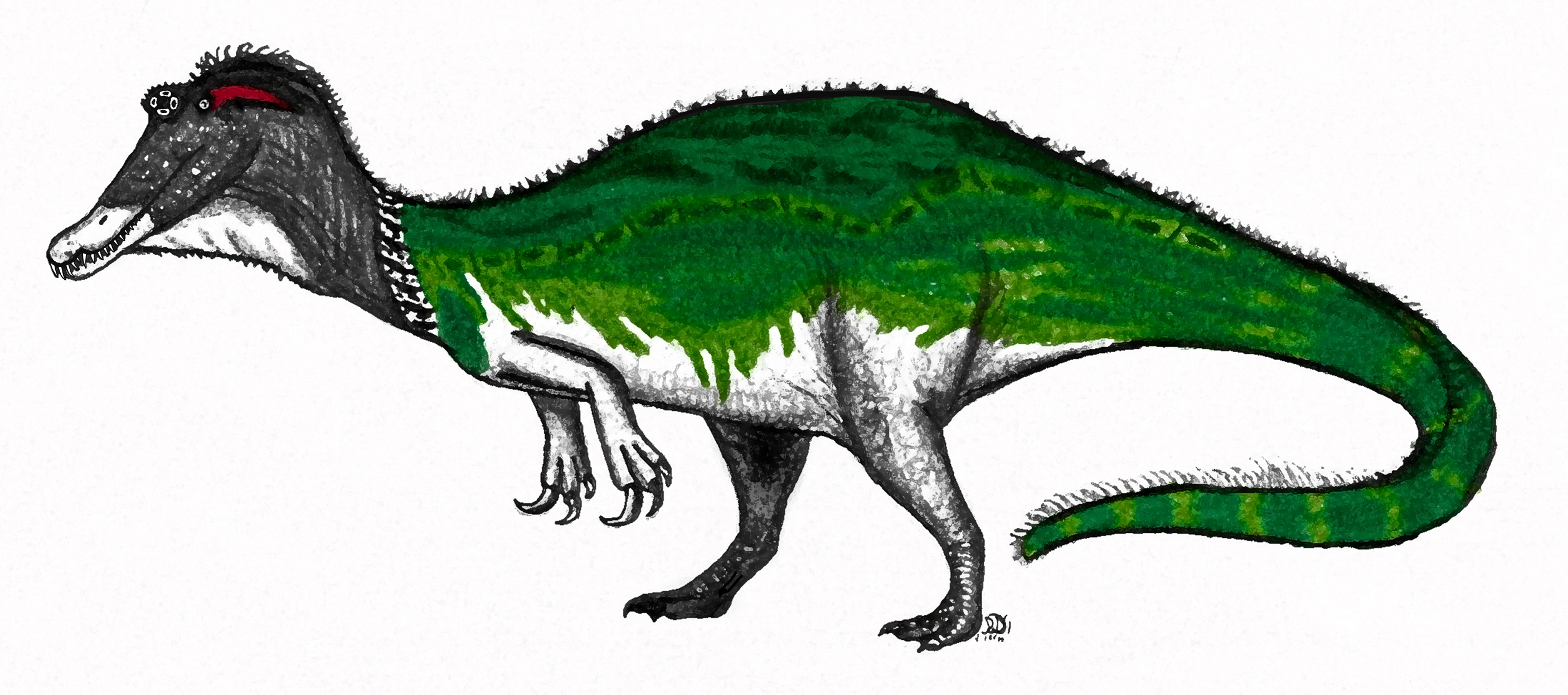
Reconstitution spéculative de Sinopliosaurus fusuiensis avec une morphologie de spinosauridé généralisée et un motif de coloration unique.

Bien que principalement caractérisée comme un divertissement, l'évolution spéculative peut être utilisée comme un outil éducatif pour expliquer et illustrer de véritables processus naturels en utilisant des exemples fictifs et imaginaires. Les mondes créés sont souvent construits sur des principes écologiques et biologiques déduits de la véritable histoire évolutive de la vie sur Terre et les lecteurs peuvent en tirer des leçons en tant que tels. Par exemple, toutes les œuvres spéculatives de Dixon visent à explorer de véritables processus, Après l'homme explorant l'évolution, Les Nouveaux Dinosaures la zoogéographie et L'Homme après l'homme et Greenworld (2010) explorant le changement climatique, offrant un message environnemental.
Dans certains cas, les artistes de l'évolution spéculative prédisent avec succès l'existence d'organismes qui sont découverts plus tard comme ressemblant à quelque chose de réel. De nombreux animaux présentés dans Après l'homme de Dixon sont encore considérés comme des idées plausibles, certains d'entre eux (tels que des rongeurs spécialisés et des primates semi-aquatiques) étant renforcés par de récentes études de biologie. Une créature surnommée « Ceticaris », conçue par l'artiste John Meszaros comme un anomalocarid filtreur, est publiée dans le livre de 2013 All Your Yesterdays, et en 2014, l'anomalocarid réel du Cambrien, Tamisiocaris, est découvert comme ayant été un filtreur. En l'honneur de la prédiction de Meszaros, Tamisiocaris est inclus dans un nouveau clade nommé les Cetiocaridae,.
Les Nouveaux Dinosaures de Dougal Dixon est fortement influencé par les idées paléontologiques qui se développent à son époque, telles que la Renaissance des dinosaures en cours, et en tant que tels, de nombreux dinosaures du livre sont des créatures énergiques et actives plutôt que lentes et lourdes. Dixon extrapole sur les idées de paléontologues tels que Robert Bakker et Gregory S. Paul lors de la création de ses créatures et utilise également des schémas observés dans l'histoire évolutive réelle des dinosaures et les pousse à l'extrême. Peut-être à cause de cela, de nombreux animaux du livre sont similaires à de véritables animaux mésozoïques qui sont découverts plus tard. Beaucoup de dinosaures qui s'y trouvent sont à plumes, ce qui n'est pas largement accepté au moment de sa publication mais est considéré comme probable aujourd'hui. De même, Après l'homme en 1981 représente une sorte de capsule temporelle de la pensée géologique avant que le réchauffement climatique ne soit pleinement discerné, mais Dixon dépeint également une sixième extinction de masse ou Anthropocène avant qu'il ne soit courant de le faire.
L'évolution spéculative peut être utile pour explorer et présenter les schémas présents dans le présent et dans le passé, et il existe un aspect utile à l'hypothèse sur la forme de la vie future et extraterrestre. En extrapolant les tendances passées dans le futur, les scientifiques pourraient rechercher et prédire les scénarios les plus probables de la façon dont certains organismes et lignées pourraient réagir aux changements écologiques. En tant que tel, l'évolution spéculative facilite aux auteurs et aux artistes le développement d'hypothèses réalistes sur l'avenir. Dans certains domaines scientifiques, la spéculation est essentielle pour comprendre ce qui est étudié. Les paléontologues appliquent leur propre compréhension des processus naturels et de la biologie pour comprendre les apparences et les modes de vie des organismes éteints qui sont découverts, variant dans la mesure où leur spéculation va. Par exemple, All Yesterdays et sa suite All Your Yesterdays (2017) explorent des interprétations hautement spéculatives d'animaux préhistoriques réels (et dans certains cas hypothétiques) qui ne contredisent explicitement aucun des matériaux fossiles récupérés. La spéculation entreprise pour All Yesterdays et sa suite est comparée à celle des œuvres d'évolution spéculative de Dixon, bien que son objectif soit de remettre en question les perceptions et les idées conservatrices modernes sur la façon dont les dinosaures et autres créatures préhistoriques vivent, plutôt que de concevoir de nouveaux écosystèmes entiers. Les livres inspirent un mouvement artistique moderne d'artistes allant au-delà des tropes conventionnels de la paléoart, s'étendant à des interprétations de plus en plus spéculatives de la vie préhistorique.
De plus, l'histoire évolutive d'organismes fictifs est utilisée comme un outil dans l'enseignement de la biologie. Les Caminalcules, nommés d'après Joseph H. Camin, sont un groupe de formes de vie ressemblant à des animaux, composé de 77 espèces prétendument existantes et fossiles qui sont inventées comme un outil pour comprendre la phylogénétique. La classification des Caminalcules, ainsi que d'autres créatures fictives telles que les dragons et les extraterrestres, est utilisée comme analogies pour enseigner des concepts en évolution et en systématique.
L'évolution spéculative est parfois présentée dans des expositions de musées. Par exemple, Après l'homme et Le futur sera sauvage sont présentés sous forme d'exposition, éduquant les visiteurs des musées sur les principes de la biologie et de l'évolution en utilisant leurs propres créatures futures fictives,.

## Sous-ensembles

### Vie extraterrestre
Un sous-ensemble populaire de l'évolution spéculative est l'exploration de la vie et des écosystèmes extraterrestres réalistes possibles. Les écrits d'évolution spéculative axés sur la vie extraterrestre, comme le blog Furahan Biology, utilisent des principes scientifiques réalistes pour décrire la biomécanique de la vie extraterrestre hypothétique. Bien que communément identifiés à des termes tels que « astrobiologie », « xénobiologie » ou « exobiologie », ces termes désignent de véritables domaines scientifiques largement sans rapport avec l'évolution spéculative. Bien que les travaux du XXe siècle en exobiologie formulent parfois des idées « audacieuses » sur les formes de vie extraterrestres. Les astrophysiciens Carl Sagan et Edwin Salpeter spéculent qu'un écosystème de « chasseurs, flotteurs et couleuvres » pourrait peupler les atmosphères des planètes géantes gazeuses comme Jupiter, et le décrivent scientifiquement dans un article de 1976,.
Dans la biologie spéculative axée sur l'extraterrestre, les formes de vie sont souvent conçues dans l'intention de peupler des planètes très différentes de la Terre, et dans de tels cas, des préoccupations comme la chimie, l'astronomie et les lois de la physique deviennent tout aussi importantes à considérer que les principes biologiques habituels. Des environnements très exotiques d'extrêmes physiques peuvent être explorés dans de tels scénarios. Par exemple, L'Œuf du Dragon de Robert Forward en 1980 développe un conte de vie sur une étoile à neutrons, et l'environnement résultant de forte gravité et de haute énergie avec une atmosphère de vapeur de fer et des montagnes de 5 à 100 millimètres de haut. Une fois que l'étoile se refroidit et qu'une chimie stable se développe, la vie évolue extrêmement rapidement, et Forward imagine une civilisation de « cheela » qui vit un million de fois plus vite que les humains.
Dans certains cas, les artistes et les écrivains explorant la vie extraterrestre possible évoquent des idées similaires indépendamment les uns des autres, souvent attribuées à l'étude des mêmes processus et idées biologiques. De telles occasions peuvent être appelées « spéculation convergente », similaire à l'idée scientifique d'évolution convergente.

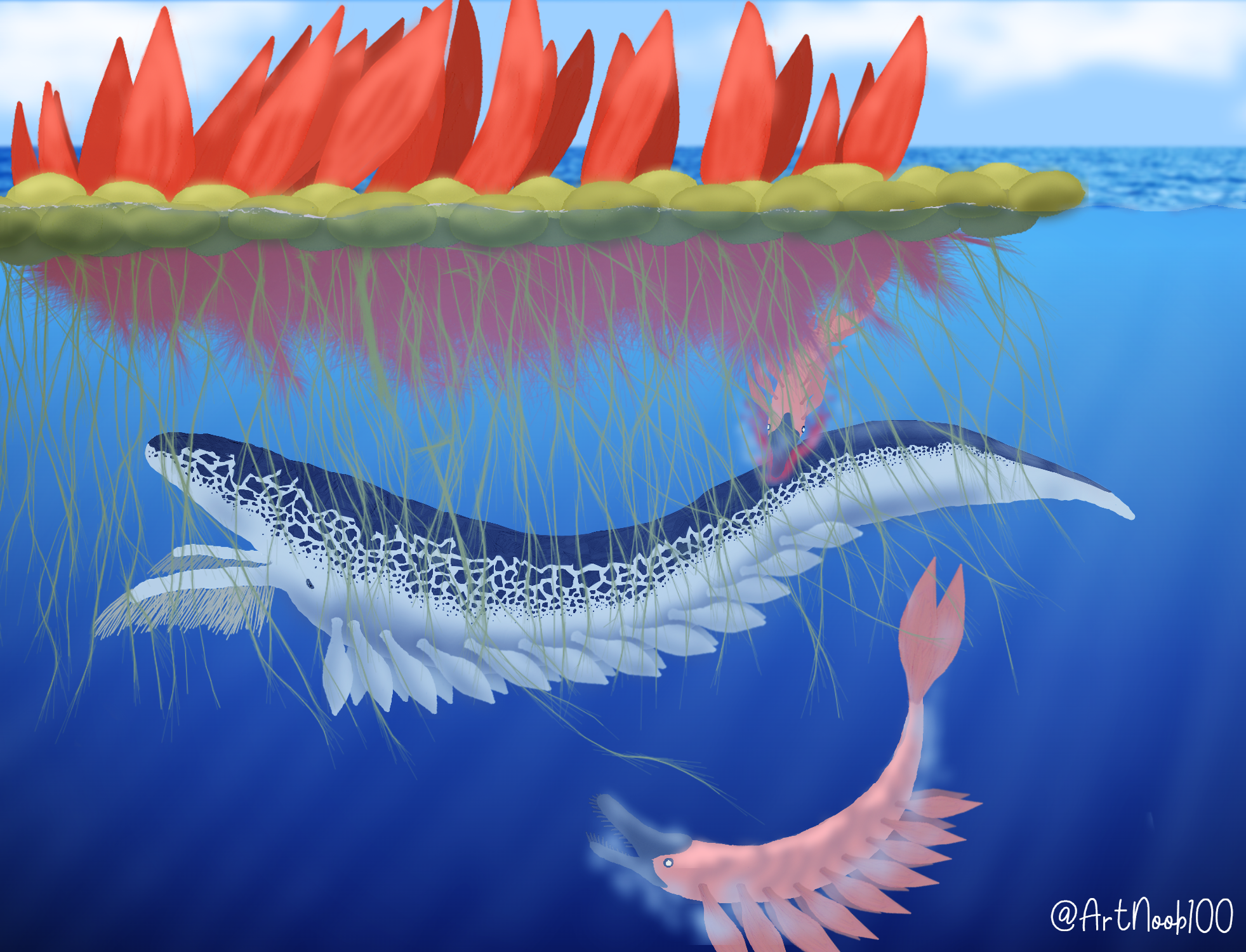
Léviathan des mers de Tytge (la créature au centre), de la franchise de science-fiction Infinity Horizon.

Wayne Barlowe publie en 1990 Expedition, peut-être l'œuvre spéculative la plus célèbre sur un écosystème extraterrestre hypothétique, qui explore l'exoplanète fictive Darwin IV. Expedition est écrit comme un rapport d'une expédition du XXIVe siècle qui est menée sur la planète par une équipe composée d'humains et d'extraterrestres intelligents et utilise des peintures et des textes descriptifs pour créer et décrire un écosystème extraterrestre pleinement réalisé. Barlowe sert plus tard de producteur exécutif d'une adaptation télévisée du livre, Alien Planet (2005) où l'exploration de Darwin IV est plutôt effectuée par des sondes robotiques et les segments détaillant les écosystèmes de la planète sont entrecoupés d'interviews de scientifiques, tels que Michio Kaku, Jack Horner et James B. Garvin.
D'autres exemples d'évolution spéculative axée sur la vie extraterrestre incluent le livre de Dougal Dixon de 2010, Greenworld, des programmes télévisés tels que le spécial de 1997 de BBC2/Discovery Channel, Natural History of an Alien et le programme de 2005 de Channel 4/National Geographic, Extraterrestrial, ainsi qu'une variété de projets artistiques personnels basés sur le web, tels que « Snaiad » de C. M. Kosemen et « Furaha » de Gert van Dijk, imaginant la biosphère de mondes extraterrestres entiers,,.
Grâce à la science-fiction, la biologie spéculative des organismes extraterrestres a une forte présence dans la culture populaire. Le monstre éponyme dAlien (1979), en particulier son cycle de vie de l'œuf à la larve parasitoïde au « Xénomorphe », est considéré comme basé sur les habitudes réelles des guêpes parasitoïdes en biologie. De plus, la conception de l'Alien par H. R. Giger incorpore les caractéristiques des insectes, des échinodermes et des crinoïdes fossiles, tandis que le concept artist John Cobb suggère le sang acide comme mécanisme de défense biologique. Le film de James Cameron en 2009, Avatar, construit une biosphère fictive pleine d'espèces extraterrestres originales et spéculatives ; une équipe d'experts s'assure que les formes de vie sont scientifiquement plausibles,,. Les créatures du film s'inspirent d'espèces terrestres aussi diverses que les ptérosaures, les microraptors, les grands requins blancs et les panthères, et combinent leurs traits pour créer un monde extraterrestre. Darren Naish loue également la conception des créatures dAvatar : La Voie de l'eau' de 2022, admettant la suspension d'incrédulité sur les protagonistes humanoïdes Na'vi. Il note que les autres créatures, extraterrestres et leurs anatomies et modes de vie s'inspirent de l'évolution et de l'écologie dans une large mesure, avec des inspirations probables telles que les mycorhizes, les reptiles marins et l'évolution simienne. Selon Naish, « la série sera un pilier dans les discussions sur la conception des créatures et la biologie spéculative pendant encore un certain temps ».

### Évolution alternative

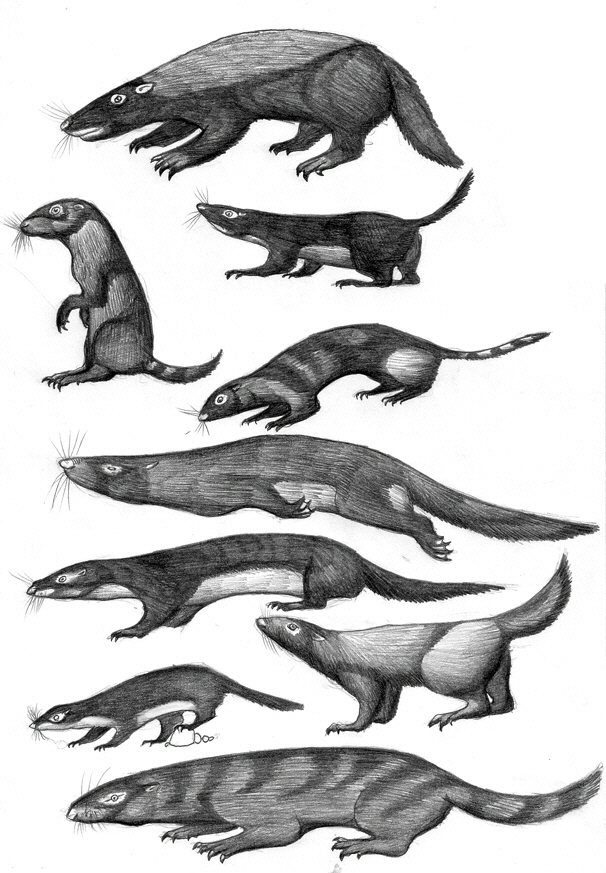
La zoologie spéculative peut examiner des animaux préhistoriques parfois négligés dans un contexte évolutif. Le Speculative Dinosaur Project se concentre autant sur les mammifères, les squamates et les crocodylomorphes que sur les dinosaures. Les animaux représentés sont des métathériens marsupials qui ont convergé sur les mustélidés de nos univers.

Similaire à l'histoire alternative, l'évolution alternative est l'exploration de scénarios alternatifs possibles qui auraient pu se dérouler dans le passé de la Terre pour donner naissance à des formes de vie et des écosystèmes alternatifs, populairement la survie des dinosaures non-aviens jusqu'à nos jours. Comme l'humanité ne fait souvent pas partie des mondes envisagés à travers l'évolution alternative, elle est parfois caractérisée comme non-anthropocentrique.
Bien que les dinosaures survivant jusqu'à l'âge des humains soient adaptés comme point d'intrigue dans de nombreuses histoires de science-fiction depuis au moins 1912, en commençant par Le Monde perdu d'Arthur Conan Doyle, l'idée d'explorer les écosystèmes alternatifs à part entière qui se développeraient dans un tel scénario commence véritablement avec la publication des Nouveaux Dinosaures de Dixon en 1988, dans lesquels les dinosaures ne sont pas des traînards solitaires d'espèces connues qui survivent plus ou moins inchangés depuis 66 millions d'années, mais des animaux diversifiés qui continuent d'évoluer au-delà du Crétacé. Dans la veine de l'imagination des Nouveaux Dinosaures de Dixon, un projet collaboratif en ligne maintenant largement disparu, mais créativement significatif, le Speculative Dinosaur Project suit dans la même tradition de construction de monde zoologique.
Depuis 1988, l'évolution alternative est parfois appliquée dans la culture populaire. Les créatures du film de 2005 King Kong sont des descendants fictifs d'animaux réels, l'île du Crâne étant habitée par des dinosaures et d'autres faunes préhistoriques. Inspirés par les œuvres de Dougal Dixon, les concepteurs imaginent ce que 65 millions d'années ou plus d'évolution isolée pourraient avoir fait aux dinosaures. Le concept art pour le film est publié dans le livre The World of Kong: A Natural History of Skull Island (2005), qui explore le monde du film d'un point de vue biologique, envisageant l'île du Crâne comme un fragment survivant de l'ancienne Gondwana. Les créatures préhistoriques sur une île en déclin et en érosion évoluent en « une ménagerie de cauchemars ».
Une histoire naturelle hypothétique des dragons est un sujet populaire de zoologie spéculative, exploré dans des œuvres telles que Le Vol du dragon de Peter Dickinson (1979), le faux documentaire de 2004 Le Dernier Dragon et la série de livres Dragonology.

### Évolution future
L'évolution des organismes dans le futur de la Terre est un sous-ensemble populaire de l'évolution spéculative,. Un thème relativement courant dans l'évolution future est l'effondrement civilisationnel et/ou l'extinction des humains en raison d'un événement d'extinction anthropique causé par la dégradation de l'environnement. Après un tel événement d'extinction massive, la faune et la flore restantes évoluent en une variété de nouvelles formes,. Bien que les fondations de ce sous-ensemble soient posées par La Machine à explorer le temps de Wells déjà en 1895, il est généralement admis qu'il est définitivement établi par Après l'homme de Dixon en 1981, qui explore un écosystème futur pleinement réalisé se déroulant dans 50 millions d'années à partir du présent. La troisième œuvre de Dixon sur l'évolution spéculative, L'Homme après l'homme (1990) est également un exemple d'évolution future, explorant cette fois un chemin évolutif futur imaginé de l'humanité.
Peter Ward fait dans Future Evolution (2001) une approche scientifiquement précise de la prédiction des schémas de l'évolution dans le futur. Ward compare ses prédictions avec celles de Dixon et Wells. Il essaie de comprendre le mécanisme des extinctions massives et les principes de récupération des écosystèmes. Un point clé est que les « supertaxa champions » qui se diversifient et se spéciaient à un rythme plus élevé, héritent du monde après les extinctions massives,. Ward cite le paléontologue Simon Conway Morris, qui souligne que les créatures fantastiques ou même fantaisistes conçues par Dougal Dixon, font écho à la tendance de la nature à converger vers les mêmes plans corporels. Bien que Ward qualifie les visions de Dixon de « semi-fantaisistes » et les compare aux visions initiales de Wells dans La Machine à explorer le temps, il continue néanmoins l'utilisation de l'évolution analogue, qui est une tendance plus large dans la zoologie spéculative.
L'évolution future est également explorée à la télévision, avec la série de faux documentaire Le futur sera sauvage en 2002, pour laquelle Dixon est consultant (et auteur du livre d'accompagnement), et la série Nick Cutter et les Portes du temps (2007–2011), une série dramatique dans laquelle des animaux futurs imaginaires apparaissent occasionnellement. Les idées d'évolution future sont également fréquemment explorées dans les romans de science-fiction, comme dans le roman de science-fiction de Kurt Vonnegut de 1985, Galápagos, qui imagine l'évolution d'un petit groupe d'humains survivants en une espèce ressemblant à un otarie. Le roman de science-fiction de Stephen Baxter de 2002, Evolution, suit 565 millions d'années d'évolution humaine, des mammifères musaraignes il y a 65 millions d'années au destin ultime de l'humanité (et de ses descendants, biologiques et non biologiques) dans 500 millions d'années dans le futur. All Tomorrows de C. M. Kosemen en 2008 explore de même l'évolution future de l'humanité. La biologie spéculative et l'évolution future de l'espèce humaine sont importantes dans le bio-art.

### Mondes ensemencés
Les mondes ensemencés, ou mondes semés, sont un autre sous-ensemble populaire du genre. Il implique une planète terraformée ou une planète habitable, mais inhabitée, qui est « ensemencée » par des espèces d'animaux, de plantes et de champignons déjà existantes, qui vont spécier afin de remplir les différentes niches par radiation adaptative. L'accent peut être mis sur une ou plusieurs espèces, mais généralement plusieurs taxons sont présents sur la planète du projet, qui ne sont pas couverts aussi en détail,.
L'une des œuvres les plus connues dans cette catégorie est Serina : A Natural History of the World of Birds de Dylan Bajda, dans laquelle l'espèce focale est le canari domestique, Serinus canaria domestica, qui est le progéniteur de toutes les autres espèces d'oiseaux qui viennent plus tard. Une espèce mineure qui devient plus tard plus pertinente est le guppy (Poecilia), dont les descendants deviennent des tripodes terrestres et rivalisent avec les oiseaux après une grave extinction massive qui tue 99 % de toutes les espèces sur la lune. Un autre monde ensemencé pertinent, Batrachiterra, implique diverses espèces de grenouilles ensemencées par les humains sur la planète fictive Heqet, à l'origine dans le but d'étudier la batrachotoxine.